# Ahawa rabba
Ahawa rabba (hebräisch אַהֲבָה רָבָּה; deutsch „große Liebe“) ist ein Segensspruch, der im jüdischen Morgengebet (Schacharit) kurz vor dem Schma Jisrael gesprochen wird.

## Beschreibung
Der Durchführung von religiösen Pflichten (Mitzwot, Plural von Mitzwa) geht stets ein Segensspruch voraus. Da auch das Sprechen des „Schma Jisrael“ im Judentum eine religiöse Pflicht ist, wird auch das „Schma Jisrael“ im täglichen Gebet mit einem Segensspruch eingeleitet. Diese Funktion erfüllt Ahawah Rabbah. Ahawah Rabbah ist schon in der Mischna bekannt (Berachot 1,4). Dort wird angegeben, der Text entstamme dem Morgengebet im Tempel.
Der Segensspruch, der im aschkenasischen Judentum als Ahawa Rabbah überliefert ist, findet sich im sefardischen und italienischen Ritus als „Ahawat Olam“ wieder. Diese Unterscheidung wird bereits im Talmud genannt (Berachot 11b) und beruht offenbar auf zwei unterschiedlichen Traditionen, jener der Juden aus Babylonien und jener der Juden im Land Israel. Wohl, um beiden Überlieferungen Rechnung zu tragen, übernahmen die aschkenasischen Gemeinden ein kürzeres Gebet mit dem Namen „Ahawat Olam“ in ihren Ritus und stellten es vor das „Schma Jisrael“ am Abend. Der Text weicht jedoch von Ahawa Rabbah ab und ist wesentlich kürzer. In sefardischen Gebetbüchern und anderen Riten wird lediglich „Ahawat Olam“ verwendet. 
Hauptmotiv des Textes ist der Dank für die Offenbarung der Torah und die Bitte um die Sammlung der Diasporajuden „aus allen vier Enden“ der Welt.
Das Sprechen des Ahawa rabba erfüllt auch das Gebot des Torastudiums. In der Regel werden Verse aus der Tora während des Morgengebets (Birkat HaSchachar, hebräisch בִּרְכוֹת הַשַּׁחַר) vorgetragen. Falls jedoch diese Verse während des Morgengebets nicht vorgetragen werden, erfüllt man diese Pflicht durch Vortrag des Ahawa rabba. Jedoch entspricht der Vortrag dieser Anforderung nicht, wenn das Schma aus Versen der Tora zusammengesetzt ist.
Es ist Brauch, während des Sprechens von Ahawa rabba die vier Schaufäden (Zizijot) des Gebetsmantels (Tallit) in die Hand zu nehmen, während man die Worte über die vier Enden der Welt spricht. Der Beter hält diese dann während des gesamten Schma Jisraels in der Hand, sie werden im dritten Abschnitt des Schmas geküsst und während des Sprechens des folgenden Emet we-Jaziw hebräisch אֱמֶת וְיָצִיב losgelassen.

## Textauszug
| אַהֲבָה רַבָּה אֲהַבְתָּנוּ יְיָ אֱלֹהֵינוּ חֶמְלָה גְדוֹלָה וִיתֵרָה חָמַלְתָּ עָלֵנוּ. אָבִינוּ מַלְכֵּנוּ בַּעֲבוּר אֲבוֹתֵינוּ שֶׁבָּטְחוּ בְךָ וַתְּלַמְּדֵם חֻקֵּי חַיִּים כֵּן תְּחָנֵּנוּ וּתְלַמְּדֵנוּ. אָבִינוּ הָאָב הָרַחֲמָן הָמְרַחֵם רַחֵם עָלֵינוּ וְתֵן בְּלִבֵּנוּ לְהָבִין וּלְהַשְׂכִּיל לִשְׁמֹעַ לִלְמֹד וּלְלַמֵּד לִשְׁמֹר וְלַעֲשׂוֹת וּלְקַיֵּם אֶת כָּל דִּבְרֵי תַּלְמוּד תּוֹרָתֶךָ בְּאַהֲבָה. | “ |
| – Siddûr tefillôt Yiśrāʾēl |   |

„Mit Liebesfülle hast Du uns geliebt, Gott unser Gott, hast ein großes, ein übergroßes Erbarmen mit uns geübt, unser Vater und unser König, um unserer Väter willen, die in Dich vertraut, und die Du Gesetze des Lebens gelehrt, so gewähre uns Begabung und lehre uns. Unser Vater, barmherziger Vater, der Du Erbarmen übst, erbarme Dich unser und gib in unser Herz Einsicht und Verständnis zu gewinnen, zu hören, zu lernen und zu lehren, zu hüten, zu vollbringen und zu erfüllen alles Wort der Überlieferung Deiner Lehre und Liebe[…].“
| וְהָאֵר עֵינֵינוּ בְּתּוֹרָתֶךָ וְדַבֵּק לִבֵּנוּ בְּמִצְוֹתֶיךָ וְיַחֵד לְבָבֵנוּ לְאַהֲבָה וּלְיִרְאָה שְׁמֶךָ וְלֹא נֵבוֹשׁ לְעוֹלָם וָעֶד כִּי בְשֵׁם קָדְשְׁךָ הַגָדוֹל וְהַנּוֹרָא בָּטָחְנוּ. נָגִילָה וְנִשְׂמְחָה בִּישׁוּעָתֶך׃ וַהֲבִיאֵנוּ לְשָׁלוֹם מֵאַרְבַּע כַּנְפוֹת הָאָרֶץ, וְתוֹלִיכֵנוּ קוֹמְמִיּוּת לְאַרְצֵנו כִּי אֵל פּוֹעֵל יְשׁוּעוֹת אָתָה וּבָנוּ בָחַרְתָּ וְקֵרַבְתָּנוּ לְשִׁמְךָ הַגָּדוֹל סֶלָה בֶּאֱמֶת לְהוֹדוֹת לְךָ וּלְיַחֶדְךָ בְּאַהֲבָה. בָּרוּךְ אַתָּה יְיָ הַבּוֹחֵר בְּעַמּוֹ יִשְׂרָאֵל בְּאַהֲבָה. | “ |
| – Siddûr tefillôt Yiśrāʾēl |   |

„Erleuchte unsere Augen in Deiner Lehre, lasse unser Herz hängen an Deinen Geboten und einige unseren Sinn, Deinen Namen zu lieben und zu fürchten, daß wir uns in Ewigkeit nicht zu schämen haben. Denn in Deinen großen und gefürchteten heiligen Namen haben wir die Zuversicht, daß wir Deiner Hülfe froh laut uns zu freuen haben werden. Bringe uns zum Frieden heim von den vier Seiten der Erde und führe uns aufrecht zu unserm Lande; denn Hülfe wirkender Gott bist Du, und uns hast Du aus allen Völkern und Zungen erwählt und hast uns Deinem großen Namen für immer in Wahrheit nahe gebracht, Dir zu huldigen und deine Einheit in Liebe zu bekennen; gesegnet seist Du, Gott der sein Volk Jisrael in Liebe erwählt […].“